# Giuramento di fedeltà di Giacomo I
Il giuramento di fedeltà (in inglese Oath of Allegiance o Oath of Obedience, in latino juramentum fidelitatis) fu imposto nel 1606 dal re Giacomo I d'Inghilterra ai propri sudditi cattolici a seguito della Congiura delle polveri, fallita l'anno precedente.
Il giuramento venne proclamato come legge il 22 giugno del 1606 e conteneva sette affermazioni, una delle quali riguardava il potere papale di deporre i sovrani e si definiva "impious and heretical" ("empia ed eretica") la dottrina secondo la quale i principi che venissero scomunicati dal papa potessero essere deposti o assassinati dai loro sudditi.
Il 22 settembre dello stesso anno la formula del giuramento venne condannata da papa Paolo V.
Alcuni cattolici inglesi, come Thomas Preston, difesero il giuramento, mentre altri, come William Bishop, pur rigettando il potere papale di deporre i sovrani, lo rifiutarono.

## Controversie
Il giuramento fu fortemente appoggiato dal vescovo anglicano Thomas Morton (1564-1659) e dal decano del capitolo della cattedrale di Exeter, Matthew Sutcliffe, come necessaria contromisura alla Congiura delle polveri in base alla principio del rebus sic stantibus, in opposizione alla tesi del sacerdote gesuita Robert Parsons (1546-1610), espressa nel Tratise tendig to Mitigation del 1608, che sosteneva che la coesistenza dei cattolici e dei protestanti in Inghilterra fosse possibile. Peterson rispose ancora agli attacchi dei suoi avversari, che oltre a Morton e a Sutcliffe comprendevano Edward Coke e William Barlow, vescovo anglicano di Lincoln, utilizzando l'autorità della tradizione.
L'arciprete George Blackwell (1547-1612), capo del clero secolare cattolico in Inghilterra, approvò inizialmente il giuramento, ma in seguito alla condanna papale, fu arrestato il 24 giugno del 1607 e prestò il giuramento il 4 luglio, in base alle affermazioni del re che il giuramento non intendesse violare la coscienza personale, e scrisse una lettera al clero inglese esortando a fare lo stesso. Il 18 settembre il cardinale Roberto Bellarmino inviò una lettera a Blackwell, che aveva conosciuto anni prima nelle Fiandre, rimproverandolo di aver prestato il giuramento e sostenendo che la fedeltà al re e il rifiuto del tradimento non avrebbero dovuto essere legati nella formulazione con il rifiuto del primato papale. L'arciprete rispose con una complessa spiegazione secondo la quale il passaggio contestato non sarebbe stato un rigetto del potere papale di deposizione, ma solo di alcune conseguenze che se ne sarebbero potute ricavare nella sua applicazione alle circostanze correnti nel regno inglese. La sua posizione non accontentò né il papa, che ripeté la sua proibizione il 22 settembre e lo sostituì nel febbraio del 1608 con George Birkhead (1553 ca. -1614), né il governo inglese, che lo imprigionò nuovamente, fino alla sua morte nel 1612.
Nel febbraio del 1608 il re Giacomo I pubblicò in Inghilterra il trattato Triplici nodo, triplex cuneus (o An Apology for the Oath of Allegiance) che nel titolo manifestava l'intenzione di rispondere alla doppia proibizione del papa e alla lettera del cardinale Bellarmino a Blackwell. Il testo era stato scritto dal re stesso con l'aiuto del vescovo di Chichester Lancelot Andrewes, dell'arcivescovo di Canterbury Richard Bancroft e del decano della cattedrale di Worcester James Montague. Il testo venne tradotto in latino e in francese. Il cardinale Bellarmino rispose, con il nome del suo cappellano, Matteo Torti, con la Responsio Matthei Torti presbyteri et theologi papiensis ad librum inscriptum Triplici nodo triplex cuneus. In questo scritto il cardinale sottolineava come in precedenza il re fosse stato più accomodante nella corrispondenza con il papa. In conseguenza della sua citazione di una lettera del 1599, James Elphinstone, che l'aveva inviata senza che il re, allora re di Scozia, l'avesse letta, cadde in disgrazia e venne condannato a morte, senza tuttavia che la condanna venisse eseguita.
Andrewes rispose al cardinale Bellarmino con la Tortura Torti, sive ad Matthaei Torti librum responsio, pubblicata nel 1609, nella quale era riportata l'idea che le interferenze del papa nelle faccende temporali dei cattolici fosse un'indicazione per l'identificazione con la figura dell'Anticristo nell'Apocalisse e il re politicizzò il dibattito con la pubblicazione nello stesso anno del Premonition to Christian Princes, dedicato all'imperatore Rodolfo II, nel quale si proponeva come difensore del Cristianesimo originale ed autentico e contemporaneamente rendendo più sfumata l'identificazione del papa con l'Anticristo: l'identificazione del papa con l'Anticristo era considerata un'ipotesi, credibile solo finché persisteva l'interferenza papale nelle faccende temporali, e veniva controbilanciata con concessioni alla sua autorità spirituale.
Il cardinale Bellarmino rispose a sua volta, anch'egli a proprio nome, con l'Apologia pro responsione ad librum Jacobi I, pubblicato nello stesso anno. Ancora nel 1609 si ebbe la pubblicazione del trattato del giurista scozzese William Barclay (1546-1608), De potestate papae alla quale il cardinale rispose con il Tractatus de potestate summi pontificis in rebus temporalibus, del 1610, nel quale ripeteva le sue posizioni in merito al potere papale nelle faccende temporali, opponendosi alle posizioni gallicane di Barclay. L'opposizione al Gallicanesimo fece sì che per un decreto del 26 novembre del 1610 il trattato fosse pubblicamente bruciato a Parigi. Un'altra opposizione alla rivendicazione del Bellarmino della suprema autorità del papa è contenuta nel terzo e quarto libro del Leviatano di Thomas Hobbes (1651).
Un'altra risposta fu la Defensio fidei catholicae adversus anglicanae sectae errores, cum responsione ad apologiam pro juramento fidelitatis et praefationem moniotiram serenissimi Jacobi Angliae Regis, pubblicata nel 1613 a Coimbra dal gesuita spagnolo Francisco Suárez, nel quale veniva difesa la posizione cattolica dalle rivendicazioni anglicane: il libro fu pubblicamente bruciato a Londra nel 1613 e bandito dal parlamento parigino nel 1614 con una deliberazione poi ritirata su richiesta del papa.
Alla controversia parteciparono ancora, tra i cattolici, il cardinale Jacques du Perron (Harangue faicte de la part de la chambre ecclesiastique, en celle du tiers estat, sur l'article du serment, pubblicato a Parigi nel 1615), i gesuiti Robert Persons (1546-1610), Leonardo Lessio (1554-1623), Jacob Gretser (1562-1625), Thomas Fitzherbert (1552-1640), Martin Becan (1563-1624) e Andreas Eudaemon-Joannis (1566-1625), il domenicano Nicolas Coeffeteau (1574-1623), l'umanista tedesco Caspar Schoppe (1576-1649). Nel campo opposto scrissero della questione il sacerdote anglicano Robert Burhill (1572-1641), il sacerdote ugonotto francese Pierre Du Moulin (1568-1658), il poeta inglese Joh Donne (nel suo testo Pseudo-Martyr del 1610), il monaco benedettino Thomas Preston (1563-1640) e il sacerdote protestante francese David Blondel (1591-1655).

## Seguito
Le pubblicazioni protestanti scritte in latino e tutte le opere di WIlliam Barclay e di Thomas Preston vennero inserite nell'Indice dei libri proibiti. La maggior parte delle pubblicazioni sull'argomento erano comparse negli anni 1608-1614, giungendo fino al 1620. La questione rimase argomento di polemica anche in seguito, ma il re Carlo I, succeduto a Giacomo I nel 1625, smise di ricompensare gli autori che trattavano dell'argomento.
La questione del giuramento di fedeltà venne utilizzata contro i cattolici inglesi ancora a lungo nel XVII secolo: diversi sacerdoti e monaci cattolici vennero condannati a morte e furono in seguito canonizzati dalla Chiesa cattolica nel 1929, nel 1970 (santi quaranta martiri di Inghilterra e Galles) o beatificati nel 1929 e nel 1987 (beati ottanta martiri di Inghilterra e Galles):
- Robert Drury, morto nel 1607 e beatificato nel 1987
- George Gervase, morto nel 1608 e beatificato nel 1929
- Thomas Garnet, morto nel 1608 e canonizzato nel 1970
- John Almond, morto nel 1612 e canonizzato nel 1970
- Thomas Atkinson, morto nel 1616 e beatificato nel 1987
- John Thulis, morto nel 1616 e beatificato nel 1987
- Richard Herst, morto nel 1628 e canonizzato nel 1929
- Edmund Arrowsmith, morto nel 1628 e canonizzato nel 1970

George Calvert, I barone Baltimore fu cacciato nel 1629 dalla colonia di Jamestown (Virginia) per aver rifiutato di prestare il giuramento.
Il re Carlo I riconobbe che i cattolici non potessero prestare in coscienza il giuramento e utilizzò spesso le sue prerogative per evitarlo, ma come sostenitore del diritto divino dei re lo induceva all'irritazione nei confronti delle lamentele cattoliche contro il giuramento e Edward Courtney, che continuava ad opporvisi, venne fatto imprigionare.